# Дурман (телесериал)
«Дурман», или «Косяки» (англ. Weeds) — американский комедийно-драматический телесериал, созданный Дженджи Коэн и транслировавшийся на телеканале Showtime с 7 августа 2005 года по 16 сентября 2012 года. За этот период было показано восемь сезонов, включающих в себя сто две серии.
Сюжет сериала вращается вокруг овдовевшей домохозяйки и матери двух подростков из маленького богатого калифорнийского пригорода Нэнси Ботвин, в исполнении Мэри-Луиз Паркер, которая чтобы свести концы с концами, становится дилером марихуаны для верхушки среднего класса.
Сериал добился как рейтингового, так и критического успеха, став одним из самых успешных проектов канала Showtime. Также проект получил ряд наград, включая «Золотой глобус», «Эмми», премию Гильдии сценаристов США, «Молодой актёр» и «Спутник».

## Актёрский состав и персонажи
| Актёр            | Роль          | Сезон     | Сезон     | Сезон     | Сезон     | Сезон     | Сезон     | Сезон     | Сезон     |
| Актёр            | Роль          | 1         | 2         | 3         | 4         | 5         | 6         | 7         | 8         |
| ---------------- | ------------- | --------- | --------- | --------- | --------- | --------- | --------- | --------- | --------- |
| Мэри-Луиз Паркер | Нэнси Ботвин  | Регулярно | Регулярно | Регулярно | Регулярно | Регулярно | Регулярно | Регулярно | Регулярно |
| Элизабет Перкинс | Селия Ходс    | Регулярно | Регулярно | Регулярно | Регулярно | Регулярно |           |           |           |
| Джастин Кирк     | Энди Ботвин   | Регулярно | Регулярно | Регулярно | Регулярно | Регулярно | Регулярно | Регулярно | Регулярно |
| Тони Патано      | Хейлия Джеймс | Регулярно | Регулярно | Регулярно |           |           |           | Гость     |           |
| Романи Малко     | Конрад Шепард | Регулярно | Регулярно | Регулярно |           |           |           |           | Гость     |
| Хантер Пэрриш    | Сайлас Ботвин | Регулярно | Регулярно | Регулярно | Регулярно | Регулярно | Регулярно | Регулярно | Регулярно |
| Александр Гоулд  | Шейн Ботвин   | Регулярно | Регулярно | Регулярно | Регулярно | Регулярно | Регулярно | Регулярно | Регулярно |
| Кевин Нилон      | Даг Уилсон    | Регулярно | Регулярно | Регулярно | Регулярно | Регулярно | Регулярно | Регулярно | Регулярно |
| Энди Милдер      | Дин Ходс      | Гость     | Гость     | Регулярно | Гость     | Гость     | Гость     | Гость     | Гость     |
| Элли Грант       | Изабель Ходс  | Гость     | Гость     | Регулярно | Регулярно | Регулярно |           |           |           |

## Производство
Шоу началось с десятисерийного первого сезона в августе 2005 и завоевало самый высокий рейтинг среди сериалов Showtime того года. В августе 2006 последовал двенадцатисерийный второй сезон, и 13 августа 2007 начался пятнадцатисерийный третий сезон. Первая серия третьего сезона привлекла 824 000 зрителей Showtime. 5 ноября 2007 было объявлено, что Showtime заказали 4 сезон, состоящий из 13 серий, и он вышел в эфир 16 июня 2008.
Премьера 4 сезона привлекла 1,3 миллиона зрителей, что было самой большой аудиторией за всю историю канала. К 8 сентября 4 сезон смотрели примерно 879 000 зрителей.
Сцены снаружи снимаются практически эксклюзивно в Stevenson Ranch, пригородная зона Santa Clarita Valley, California. Кадр с широким фонтаном и знаком Agrestic в заставке 1-3 сезонов был снят на углу Stevenson Ranch Parkway и Holmes Place. Название Stevenson Ranch было цифровым путём изменено на Agrestic и в последующих сериях на Magestic.
Спутниковый снимок сверху в начале заставки (сезоны 1-3) это Calabasas Hills, сообщество в Калабасе, Калифорния.
Боб Гринблатт, президент развлекательной части (President of Entetainment) корпорации сетей Showtime, объявил 18 июля, что будут сняты ещё два тринадцатисерийных сезона.

## Обзор сезонов

### Сезон 1
Действие происходит в богатом пригороде Лос-Анджелеса, Калифорния, под названием Агрестик (Agrestic). Это дом для Нэнси Ботвин (Мэри-Луиз Паркер), чей муж внезапно умер от сердечного приступа во время пробежки со своим сыном Шейном (Александр Гоулд) до начала первого сезона (в предыстории). Дети Нэнси — Сайлас (Хантер Пэрриш) и Шейн — посещают муниципальную школу «Агрестика».
Нэнси начинает продавать марихуану своим зажиточным соседям и друзьям, чтобы поддержать свой стиль жизни представительницы верхушки среднего класса. Она покупает траву у Хейлии Джеймс (Heylia James), основного распространителя в районе Вест Адамс, Лос Анджелес (West Adams, Los Angeles), с которой она познакомилась через племянника Хейлии Конрада (Conrad). Когда её клиенты узнают о магазине медицинской марихуаны с большим выбором высококачественной травы, её продажи начинают падать, соответственно, она концентрирует свои кулинарные навыки и выдумывает марихуановые сладости, чтобы распродать низкокачественный продукт. Позже, по совету своего бухгалтера, члена городского совета Дага Вилсона (Doug Wilson), и с помощью своего адвоката, мужа её подруги Силии Хоудз (Celia Hodes) Дина (Dean), она открывает булочную, как прикрытие для продажи травы. А сами булочные изделия Нэнси покупает в Costco (сеть мелкооптовых супермаркетов) и продаёт в качестве своего продукта. Сайлас начинает встречаться с Меган (Megan), привлекательной глухой девочкой из его школы. Шейн, свидетель смерти своего отца, — более проблемный ребёнок, способный на импульсивные иррациональные поступки. В результате в школе ему дают прозвище «Странный Ботвин». В одной сцене Шейн кусает другого ребёнка за ногу на соревнованиях по боевым искусствам.
Нэнси подружилась с маниакальной, помешанной на внешности и властной Силией Хоудз (Celia Hodes), которая является президентом родительского комитета муниципальной школы «Агрестика» и имеет ряд семейных проблем. Она не ладит с изменяющим ей мужем Дином (Dean) и со своей сексуально активной пятнадцатилетней дочерью Квин (Quinn) (бывшей девушкой Сайласа), которую она отсылает в школу-интернат в Мексику. Её младшая дочь, одиннадцатилетняя Изабель (Isabelle), имеет лишний вес, а также решает дальше в сезоне, что она лесбиянка (возможно, чтобы избавиться от навязанных мамой диет и споров из-за её лишнего веса), но тогда Силия начинает доставать её по обоим поводам. К концу сезона Силии ставят диагноз двустороннего рака груди, и перед операцией она цепляет Конрада и занимается с ним сексом. Конрад — давний друг Энди Ботвина (Andy Botwin), младшего брата бывшего мужа Нэнси. Энди говорит, что переехал в дом Ботвинов, чтобы помогать Нэнси, но на самом деле кажется, что он действует исходя из противоположных целей. Когда ему приходит требование немедленно явиться на ранее согласованную службу в армии (где он должен пройти обучение и отправиться в Ирак) либо сесть в военную тюрьму, он объявляет, что учится на раввина, чтобы избежать военного долга.
Нэнси расширяет зоны продаж до местного колледжа Валли (Valley College), её начинает домогаться дилер соперник, и в итоге у них случается быстрый необычный секс. Однажды начальник охраны колледжа имитирует арест и, угрожая благополучию детей и всей семьи Нэнси, «конфискует» у неё всю траву, которую она принесла на продажу. Втайне от Нэнси, Конрад с друзьями вышибают из этого копа всю дурь, в обоих смыслах. Кроме того, тот приходит и лично извиняется перед Нэнси, обещая впредь всячески способствовать её «бизнесу». Позже у Нэнси возникает взаимная симпатия с Питером Скоттсоном (Peter Scottson), отцом одиночкой мальчика, покусанного Шейном на соревнованиях по карате. Сезон заканчивается на том, что Конрад убеждает Нэнси не только продавать, но и самой выращивать траву. Однако осуществление этого плана становится несколько труднее в последние минуты сезона, когда Нэнси решается переспать с Питером, чтобы снять накопленный стресс, и едет к нему домой. Сразу после секса она, надев его куртку, заходит в ванную и видит в зеркало надпись на куртке DEA Управления по борьбе с наркотиками.

### Сезон 2
Второй сезон, оставаясь комедийным, носит более мрачный оттенок, потому что теперь Нэнси вовлечена в более опасные аспекты наркобизнеса. Игнорируя советы Хейлии, Конрад и Нэнси запускают небольшое экспериментальное выращивание и в оконцовке снимают для выращивания пригородный дом. Нэнси привлекает других людей в свою деятельность, включая своего деверя Энди, и Дага. В этом сезоне Питер сообщает Нэнси, что он знает, чем она занимается, и они женятся, чтобы легально защитить Нэнси от Питера. Пока бизнес Нэнси растёт, Силия баллотируется и получает место Дага — пост члена городского совета. Для этого она запускает по Агрестику кампанию «антинарко», с камерами наблюдения и знаками «территория, свободная от наркотиков».
В ходе событий дети Нэнси узнают больше о её нелегальном занятии, но реагируют на это по-разному. Шейн по-прежнему испытывает проблемы с адаптацией в школе и в конце концов заинтересовывается безумной бывшей девушкой Энди, Кэт (Kat). Сайлас, напротив, снимает стресс совершая акты вандализма, особенно снимая камеры и знаки Силии.
Наркобизнес Нэнси и Конрада достигает небывалого успеха, когда трава Конрада, о которой Снуп Дог зачитал рэп во время случайной счастливой встречи в звукозаписывающей студии, полностью удовлетворяет клиентов, но их репутация приносит им и незадачи. Изначально брак Нэнси с агентом Управления по борьбе с наркотиками держит её в сохранности, пока её американских соперников арестовывают, но их отношения значительно ухудшаются, когда Питер начинает наседать на Нэнси, чтоб она прекратила продавать траву. Последняя капля наступает для Нэнси, когда за ужином Питер применяет физическую силу по отношению к Сайласу. Нэнси звонит Конраду и говорит ему, что она не любит Питера; Питер подслушивает разговор по параллельной линии.
Сериал заканчивается сложным сплетением хитростей, потому что Питер начинает требовать всю наличную прибыль с быстрых продаж. В тайне Хейлия нанимает армянских громил чтобы убить Питера в возмездие. Клиент Нэнси Разворот (U-turn) c пушкой требует весь урожай. Только что убившие Питера армяне прибывают в этот же самый момент, ожидая получить наличные от продаж в качестве вознаграждения. И только тогда Нэнси понимает, что Сайлас стянул весь урожай, как заявление, чтобы его в конце концов тоже взяли в бизнес. И в это же время к нему приближаются Силия с полицией за вандализм. Это оставляет Нэнси в конце сезона между дулами ребят Разворота и армянских гангстеров, направленных на неё с обеих сторон, «на самом интересном месте».

### Сезон 3
Третий сезон раскручивает тугой клубок, запутанный в финальном эпизоде 2 сезона. Нэнси удается избежать пули Ютёрна и армянских головорезов, поступив «на службу» к Ютёрну. Помимо этого, по рекомендации Силии Ходс, Нэнси начинает работать на Салливана Грофа — общественного деятеля, решившего подкупом присоединить Агрестик к Маджестику. Ютёрн заставляет Конрада выращивать для него травку, а Нэнси он планирует сделать своим преемником, что жутко бесит его помощника Марвина. В результате чего Марвин помогает Ютёрну умереть во время сердечного приступа на пробежке. Внезапный переход Силии Ходс и Дага от конфронтации к сексу рушит их браки и финансовое благосостояние. Марвин принимает на себя управление бизнесом Ютёрна, и Нэнси, благодаря его мягкотелости и конкурирующей с ним мексиканской группировке, освобождается от всех долгов. И тут же впутывается в переплёт с байкерами, заставляющими её угрозами продавать их травку, которую никто не хочет покупать. Шейн и Изабель, отправленные в религиозную летнюю школу Маджестика, становятся изгоями для всех и друзьями друг для друга. Энди безуспешно пытается отмазаться от службы в Ираке. Нэнси находит себе новых друзей в лице бывшей жены Питтера Валери и главы мексиканских наркоторговцев Гильермо. А Сайлас становится частью семейного бизнеса и, продавая травку на общественных работах, встречает религиозную фанатичку Тару, которая становится его напарницей и подружкой. Шейн тем временем окончательно съезжает с катушек от напряжения, связанного со страхом потерять мать в разборках наркодилеров, и начинает разговаривать с умершим отцом. Гильермо, крышующий бизнес Нэнси, расправляется с байкерами, спалив по ходу дела весь Агрестик. Нэнси решает воспользоваться случаем и начать жизнь заново, и чтобы убедиться, что огонь таки доберется и до её дома, она поджигает его и покидает с семьей Агрестик.

### Сезон 4
5 ноября 2007 года было объявлено, что канал Showtime выпустит в эфир четвёртый сезон Weeds, состоящий как минимум из 13 серий. Сезон вышел в эфир 16 июня 2008, в понедельник, последний — 15 сентября 2008, в понедельник. Первая серия под названием «Мама думает, что птицы преследуют её» стала последней серией, в заставке которой играла песня Little Boxes. Следующие серии начинались с небольшой анимированной карточки для титров, связанной с сюжетом. Актёрский состав изменился во многом из-за семейного переезда. Мэри-Кейт Олсен (Тара)и Мэтью Модаин (Салливан Грофф)(Mary-Kate Olsen and Matthew Modine) больше не появлялись в шоу, а Роумани Малко (Конрад) и Тони Патано (Хейлия) (Romany Malco and Tonye Patano), которые играли ключевые роли в предыдущих сезонах, основательно переместились на второй план. Альбер Брукс (Albert Brooks) присоединился в качестве отца Энди Ленни Ботвина (Lenny Botwin) и играл в первых четырёх сериях сезона. Гильермо Диаз (Гильермо Гарсия Гомес) и Джек Стелин (капитан Рой Тилл)(Guillermo Diaz and Jack Stehlin), игравшие эпизодические до этого роли, стали очень значимыми персонажами.
В этом сезоне Нэнси переезжает в выдуманный город Рен Мар (Ren Mar), расположенный на границе Сан Диего и Тихуаны (Штаты/Мексика), после сожжения своего дома в предыдущем сезоне. Здесь она начинает нарко трафик для Гильермо, а также ей приходится справляться с Силией, посланной шпионить за Нэнси, чтобы вытащить собственную шкуру из тюрьмы. Энди и Даг становятся койотами (перевозчики нелегалов из Мексики в Штаты), при этом Даг уехал из Агрестика, чтобы избежать вопросов по городскому бюджету; Сайлас налаживает свой травяной бизнес с маминого благословения, а Шейн медленно слетает с катушек после знакомства с двумя девочками из школы. В ходе сезона роль Нэнси меняется, когда ей поручают управлять с помощью Силии магазином для беременных, в подсобном помещении которого выходит тоннель из Мексики для облегчения контрабанды наркотиков. Начиная медленно понимать, что туннель также используется для контрабанды людей и оружия, Нэнси решает уведомить Управление по борьбе с наркотиками, несмотря на свои романтические отношения с коррумпированным мэром Тихуаны, на которого работает Гильермо. В последней серии Эстебан (мэр) узнаёт, что Нэнси — крыса (предатель). По предъявлении этого обвинения Нэнси сообщает Эстебану, что беременна от него.

### Сезон 5
После того, как Нэнси сообщает Эстебану, что беременна, он оставляет её в живых, но приставляет к ней телохранителей и заставляет сделать биопсию, чтобы убедиться, что ребёнок мальчик и его. Беспокоясь о безопасности своего младшего сына, Нэнси отправляет его к своей сестре, Джилл Прайс-Грей (Дженнифер Джейсон Ли), вместе с Энди. Позднее Джилл привозит Шейна и Энди обратно и объясняет, что Шейн сфотографировал её секс с Энди в прачечной и обещал показать фото мужу Джилл. Старший сын Нэнси, Сайлас, составляет план по легальной продаже марихуаны в медицинских целях, и для этого просит у матери денег. Телохранитель Нэнси, нанятый Эстебаном, таинственно исчезает, что заставляет Нэнси паниковать, так как он, скорее всего, был убит.
Тем временем попытка Куинн вымогать деньги у знакомых и друзей Силии проваливается, так как никто не соглашается платить за Силию никаких денег. Квинн планирует продать Силию на органы, однако это невозможно, так как у неё был рак и она проходила курс химиотерапии. Это приводит к ссорам между Квинн и Рудольфо и их отношения заканчиваются. Силия просит Рудольфо позволить остаться с ним, но тот накачивает её наркотиками и отправляет в автобусе в Техас. Так как Силии больше некуда идти, она останавливается в гараже у Нэнси и находит там тело пропавшего телохранителя. Новый телохранитель Нэнси ловит агента службы по борьбе с наркотиками Роя Тилла, следящего за домом.
Энди обманом получает 180 тысяч долларов с банковского счёта Джуды. Он предлагает Нэнси сделать аборт и бежать, так как имея ребёнка от мексиканского наркобарона, Нэнси никогда не будет свободна. Вместо этого Нэнси оставляет Энди прощальную записку и переезжает с Сайласом и Шейном к Эстебану.
Шесть месяцев спустя Эстебан делает предложение Нэнси, и она соглашается, но женщина из прошлого Эстебана, Пилар (Кейт Дель Кастилло), приходит к Эстебану с неожиданным визитом. Пилар убеждает Эстебана, что женитьба на Нэнси негативно скажется на карьере Эстебана и тот расторгает помолвку. Нэнси узнаёт, что в доме Эстебана готовится комната для её родов, так что никаких записей о рождении ребёнка не будет. Она бежит из дома Эстебана при помощи Энди и едет к доктору Одре Китсон (Аланис Мориссет), которая вызывает у Нэнси роды. Эстебан отказывается подписывать свидетельство о рождении, тогда Нэнси указывает Энди как отца её ребёнка. Она возвращается к Энди. Энди проводит брит-мила для ребёнка, что приводит в бешенство Эстебана, ведь он не является евреем, как и Нэнси. Тем временем Нэнси пытаются убить, но в итоге стреляют в Шейна. Сезар признаётся, что имеет отношение к покушению, заказчиком которого является Пилар. Нэнси, узнав это, стреляет Сезару в плечо. Эстебан находит замену себе на пост губернатора, но, с благословения Нэнси, участвует в выборах как независимый кандидат.
Шейн в это время продаёт травку в школе, а когда его учитель отбирает у него сумку с товаром, Шейн приходит к нему в квартиру с пистолетом, отбирает товар, грабит и убивает птицу учителя. Сайлас отказывается ехать в Европу, беспокоясь, что Шейн скоро «свихнётся». После того, как в Шейна стреляют, он отказывается пить болеутоляющие, вместо этого он начинает употреблять алкоголь.
Энди начинает встречаться с Одрой и делает ей предложение. Нэнси и Эстебан женятся у Эстебана дома. Нэнси посещает Гильермо в тюрьме и просит организовать убийство Пилар, а в обмен помогает его экстрадиции в Мексику. Несмотря на уход от Пилар, Эстебан становится фаворитом среди кандидатов на пост губернатора, но его арестовывают по подозрению в сговоре, вымогательстве и уклонении от уплаты налогов. Нэнси и Сезар идут вызволять Эстебана из тюрьмы, но узнают из новостей, что Эстебан освобождён и продолжит участие в предвыборной гонке. Выясняется, что Пилар организовала его арест и согласилась на осворбождение при условии, что он будет делать всё, что она скажет.
На вечере сбора средств в пользу партии Пилар уводит Нэнси во двор. Когда они доходят до бассейна, Пилар сообщает, что ей известно о сговоре Нэнси и Гильермо. Она также предполагает, что Шейн и Сайлас не вписываются в планы Эстебана. Нэнси предупреждает Пилар, что она убьёт её, если что-то случится с детьми. В этот момент Пилар получает удар в голову и падает в бассейн, истекая кровью. Камера показывает Шейна, стоящего рядом с Нэнси, держащего молоток для крокета, которым он убил Пилар.

### Сезон 6
Премьера шестого сезона состоялась 16 августа 2010 года. В мае 2010 года, Элизабет Перкинс (Селия Ходс) объявила, что она покинет сериал. Линда Хэмилтон будет участвовать в роли Линды, вместе со своей подругой Фионой Линда поможет Нэнси в её бизнесе. Было подтверждено, что Mark-Paul Gosselaar поучаствует в одном из эпизодов в предстоящем сезоне.
Тизер к новому сезону был выпущен 3 июня 2010, где Нэнси под песню April Smith and the Great Pictuer Show — Terrible things закапывает молоток для крокета и под звуки сирены полиции тизер заканчивается. Дженнифер Джейсон Ли (сестра Ненси) и Аланис Мориссетт (бывшая девушка Энди), актёр Ричард Дрейфусс согласился появиться по меньшей мере в четырёх сериях сезона.
Премьера сезона была сорвана из-за утечки информации 1 августа 2010.
После убийства совершенного Шейном, Нэнси с детьми и Энди пытаются покинуть страну, но из-за проблем на границе остаются в США и оседают в провинциальном городке. Они меняют фамилию и устраиваются работать в гостиницу. В это время люди Эстебана идут за ними.

### Сезон 7
Премьера на телеканале Showtime состоялась 27 июня 2011 года. В 7-м сезоне рассказывается о жизни главных героев спустя некоторое время после событий финальной серии 6-го сезона. Нэнси выходит из тюрьмы, её освобождают за «хорошее поведение» и переводят в реабилитационный центр. Об этом, естественно, узнают Энди, Шейн и Сайлас, живущие в Копенгагене. Захватив также сожительствующего с ними Дага, они прилетают в Нью-Йорк, мучающиеся страхом — сильно ли изменила Нэнси тюрьма? Как выясняется позже, ничуть: в первые серии Нэнси занимается тем, что меняет гранаты её бывшей сокамерницы-лесбиянки на пару килограммов травы.

### Сезон 8
Телеканал Showtime решил продлить Weeds на 8-й сезон. Руководство телеканала официально заявило о том, что этот сезон станет финальным. Производство шоу началось в 2012-м году. Показ на канале Showtime состоялся 1 июля 2012 года в 10:00.
После выстрела в голову Нэнси постепенно реабилитируется и ищет способы вырваться из порочного круга торговли марихуаной. У неё завязывается роман с раввином, живущим по-соседству. Шейн заканчивает полицейскую академию и получает жетон, все больше сближаясь со своим наставником-детективом и отдаляясь от семьи. Сайлас мечтает о том, чтобы продолжать выращивать марихуану, сперва работая в фармацевтической компании, а затем, польстившись на предложение табачного гиганта, задумавшего перевести торговлю марихуаной в статус легального бизнеса, уговаривает Нэнси войти в дело. Энди живёт с сестрой Нэнси, но затем внезапно женится на молодой официантке. Даг, тем временем, вынужден превратить фальшивый дом для бездомных для отмывания денег в настоящий приют и лично работать с бездомными. В результате он превращает их кружок в религиозную секту. Нэнси решает вернуться в Агрестик, после пожара переименованный в Регрестик, купив там участок под выращивание марихуаны, и встретиться со старыми друзьями и врагами, вновь втянув их в бизнес. Сайлас встречает Меган — свою первую любовь, и возобновляет с ней отношения. Энди решает, что больше не может оставаться с Нэнси, и уходит.
Сезон завершился 17 сентября 2012 года. В последней 12-13 серии действие происходит на несколько лет позже в недалеком будущем, охватывая два дня празднования Бар-Мицвы Стиви. Нэнси стала магнатом легальной торговли марихуаной, владея 51 % бизнеса. Она вдова раввина. Сайлас женился на Меган и растит маленькую дочь. Шейн, сделав выбор в пользу своего наставника детектива, скатывается на дно и много пьет. Энди не разговаривает с Нэнси, живёт в Рен-Мар, у него 3-летняя дочь вне брака, свой ресторан, и он счастлив. Даг пытается наладить отношения со своим взрослым сыном геем. Серия ставит точку в истории семьи Ботвин, которая ненадолго снова собирается вместе, чтобы отпраздновать бармицву Стиви.

## Музыка
Традиционно в начальной заставке каждого эпизода сериала звучит песня «Little Boxes» в исполнении либо её автора Мальвины Рейнольдс, либо других известных музыкантов (Элвис Костелло, Донован, Энгельберт Хампердинк, Джоан Баез, Регина Спектор, Linkin Park и др):
- В конце финального эпизода третьего сезона песня «Little Boxes» звучит в исполнении Пита Сигера;
- В заставке 12 серии третьего же сезона песня практически полностью была спета Ангелиной Мойсовой на русском языке;
- В конце финального эпизода звучит песня «My Leather, My Fur, My Nails» группы Stepdad.